# Hibben Island
Hibben Island is een eiland in het westen van Brits-Columbia in Canada.

## Geografie
Het eiland ligt in de eilandengroep Haida Gwaii en ligt voor de westkust van Moresby Island. Ten westen van het eiland ligt de Englefield Bay, ten noorden het Inskip Channel en ten zuiden het Moore Channel. Zowel ten noorden, oosten als zuiden ligt aan de overzijde van het water Moresby Island.
De wateren rond het eiland liggen in de mariene ecoregio Noord-Amerikaans Pacifisch Fjordland.

## Geschiedenis
Het eiland werd vernoemd naar Thomas Napier Hibben (1828-1890).